# Anton Nufer
Anton Frederik Nufer (* 9. April 2006) ist ein deutscher Basketballspieler.

## Werdegang
Nufer spielte in der Nachwuchsabteilung des SV Möhringen, 2019/20 zusätzlich in der Jugend der Tigers Tübingen. 2020 wechselte Nufer an das Basketballinternat der Urspringschule.
2022 ging Nufer zu Alba Berlin. Mit der U19-Mannschaft der Berliner wurde er 2023 deutscher Meister. Er wurde 2023 mit einem Zweitspielrecht für den Drittligisten SSV Lokomotive Bernau ausgestattet, In Alba Berlins Bundesligamannschaft wurde Nufer erstmals im November 2023 eingesetzt.

### Familie
Seine Schwester Luisa Nufer wurde Bundesligaspielerin, Vater Stefan war Basketballschiedsrichter und förderte Anton Nufer in dessen Jugendjahren als Trainer.